# Тамунинг
Тамунинг (англ. Tamuning, чамор. Tamuneng) — город на Гуаме, США.

## География и экономика
Город и муниципалититет Тамунинг находится на западном побережье тихоокеанского острова Гуам. Он считается экономическим и торговым центром Гуама, а также центром туристского бизнеса на острове. Здесь расположен Guam Premier Outlets — один из трёх крупнейших торговых комплексов Гуама, правление авиакомпании Continental Micronesia при терминале международного аэропорта в Тамунинге — Antonio B. Won Pat International Airport. Здесь также находится здание Международного торгового центра Гуама (Guam International Trade Center (ITC) Building) и правление Энергетической компании Гуама (Guam Power Authority). В Тамунинге расположен единственный современный гражданский государственный больничный и медицинский центр Гуама — Guam Memorial Hospital.

## Дипломатия
В Тамунинге расположены дипломатические представительства (консульства) пяти государств:
- Федеральных Штатов Микронезии (Suite 613B, ITC Building),
- Японии (Suite 604A, ITC Building),
- Палау (Suite 615B, ITC Building),
- Филиппин (Suite 601A, ITC Building),
- Южной Кореи (125C Tun Jose Camacho Street).

## Галерея

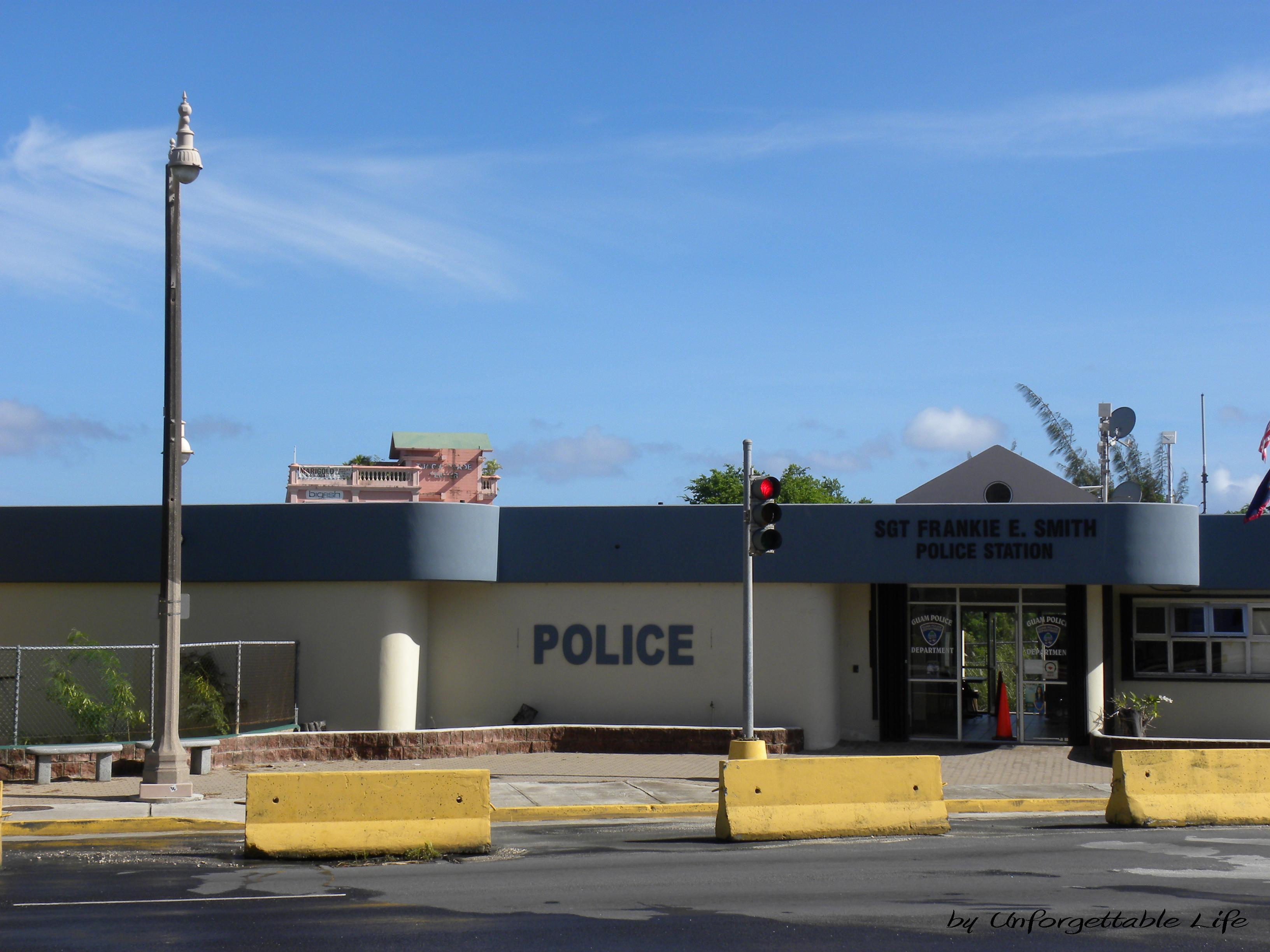
Полицейское управление Тамунинга (Sgt. Frankie E. Smith Police Station)
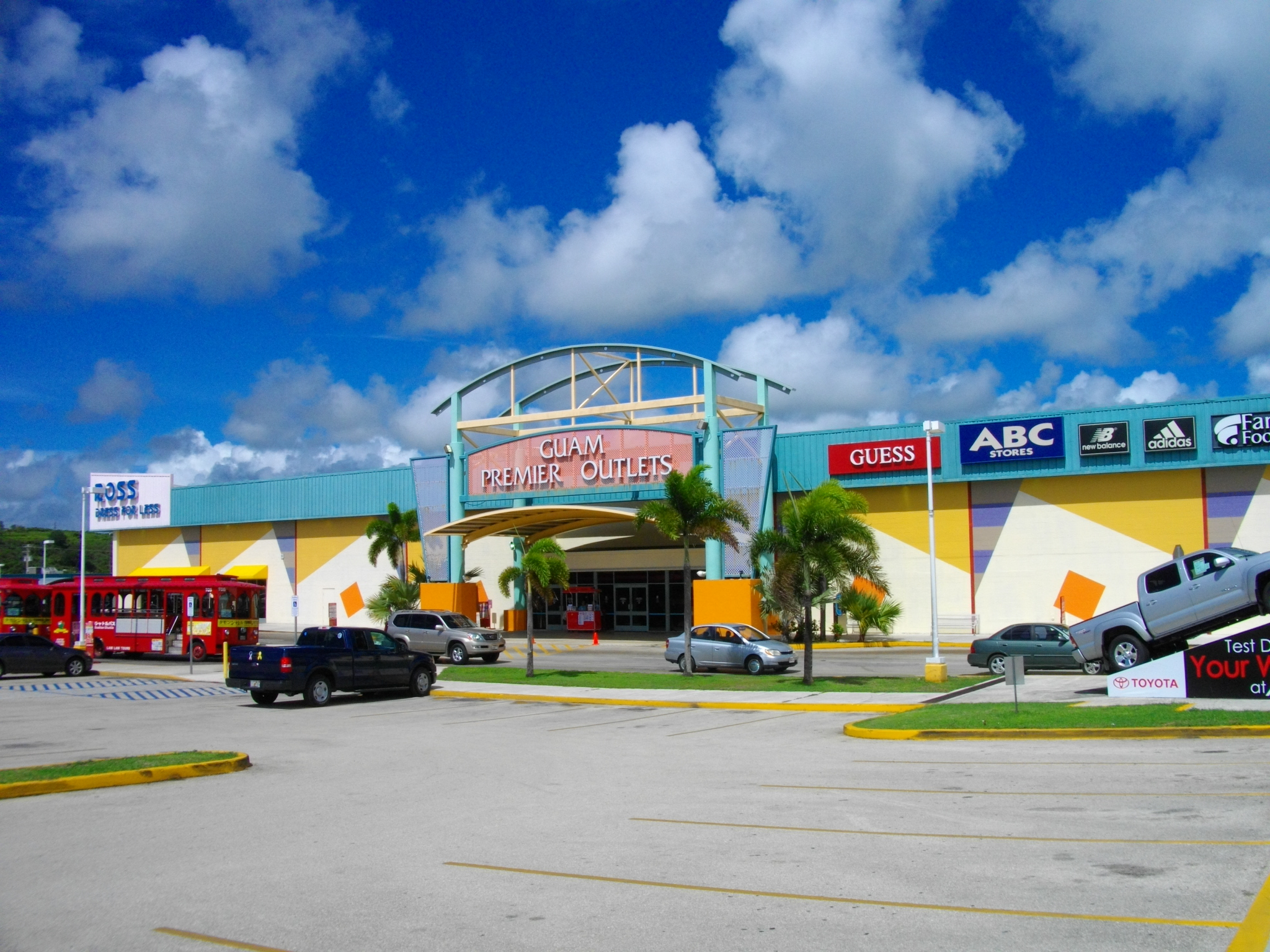
Торговый центр (Guam Premier Outlets)
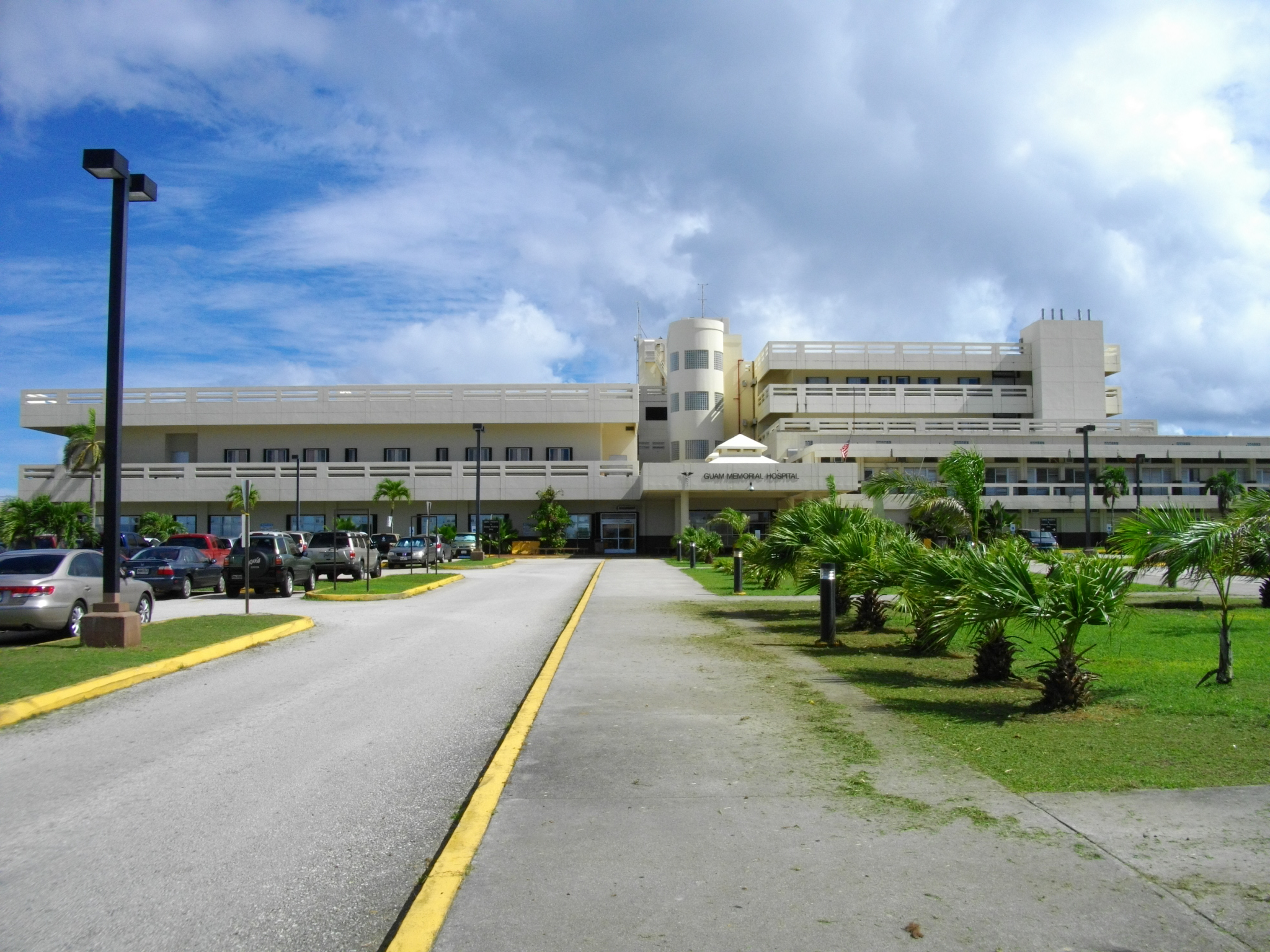
Медицинский центр Гуама (Guam Memorial Hospital)
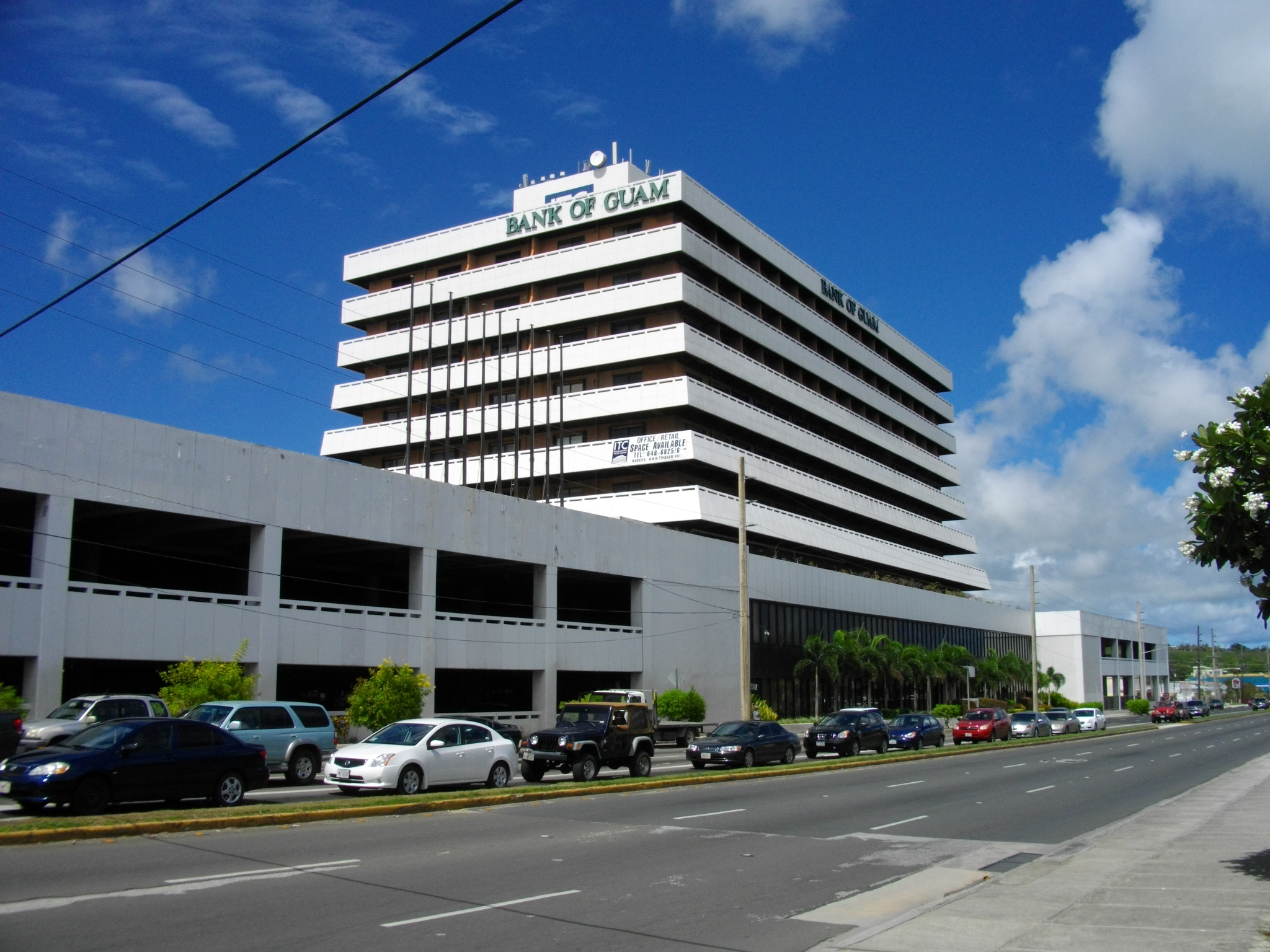
Здание Международного торгового центра Гуама